# Simon von Sternberg
Simon von Sternberg (auch Simon comes de Sterneberg, auch Symon de Sterenberch; † 25. Januar 1389 in Waldeck) war als Simon II. Fürstbischof von Paderborn von 1380 bis 1389. Er entstammt dem Geschlecht der Grafen von Sternberg, die einen Zweig des Adelsgeschlechts Schwalenberg darstellten.

## Leben
Als Sohn des Grafen Heinrich IV. von Sternberg und dessen erster Gemahlin Heilwig von Diepholz wurde Simon wahrscheinlich auf der heute wüsten Stammburg seines Hauses in der Nähe der heutigen Burg Sternberg geboren. Der Verflechtung des regionalen Adels mit den Ämtern der geistlichen und weltlichen Territorien gemäß war die Familie Simons in verschiedenen Ämtern präsent.
Über die mütterliche Linie war er mit dem ehemaligen Bischof Balduin von Steinfurt verwandt. Die zweite Frau seines Vaters, Heilwig zur Lippe, war mit den Paderborner Bischöfen aus dem lippischen Geschlecht (so Bernhard V.) familiär verbunden. Seine Tante Agnes war Äbtissin im Kloster Möllenbeck. Seine Schwester Adeleheid stand seit 1373 dem Konvent für unverheiratete Töchter in Fischbeck vor.
Simons Leben war von Anfang an auf eine kirchliche Karriere angelegt. Zunächst erhielt er eine Domherrenpräbende in Bremen, anschließend wurde er um 1370 Domdechant in Paderborn. Nach dem Tod des Bischofs Heinrich III. 1380 ergriff Simon die Initiative und zog ohne Beschluss des Domkapitels, aber mit einem Empfehlungsschreiben des Kölner Erzbischofes Friedrich III. (1370–1414), nach Rom. Wohl unter Einsatz des Paderborner römischen Klerikers Dietrich von Nieheim sprach Papst Urban VI. (1378–1389) Simon das Paderborner Hochstift zu. Dietrich von Nieheim war am päpstlichen Hof für die Neuregelung der Kanzlei zuständig. Zu Beginn des Großen Abendländischen Schismas stellte sich Simon in Rom klar auf die antiavignoneser Seite. Er schwor auf die neue römische Eidesformel und wurde am ersten Sonntag nach Trinitatis (27. Mai) 1380 in Rom zum Bischof von Paderborn geweiht. Am 15. Juli wurde er im Dom zu Paderborn vom Kölner Erzbischof eingeführt und nahm die Huldigung der Paderborner Landstände entgegen.
Simon II. erlangte 16. Juli 1381 zusätzlich auch das Amt eines Marschalls des Herzogtums Westfalen. Im kölnischen Territorium war der Marschall der Vertreter des Kölner Erzbischofs. Simon hinterlegte ein Pfand von 6000 Florenen, die er nach Aufgabe des Amtes am 16. November 1382 wieder zurückerhielt.
Wie sein Vorgänger war Bischof Simon II. vor allem ein Landesherr des kleinen westfälischen Territoriums. Nur von sehr wenigen Messfeiern wird berichtet. Weihbischof Wilhelm übernahm die sakralen Aufgaben seines Amtes stellvertretend.
Politisch konnte Simon II. nicht an die Erfolge des Bischofs Heinrich III. anschließen. Seine Bündnispolitik war wohl auch wegen der Überschuldung des Bistums nicht erfolgreich. Der Bischof galt gleichzeitig als außerordentlich skrupellos. Als der Rektor der Priesterkommunität in der Krypta des Paderborner Doms, Ludwig von Büren, zum Gaukirchpropst ernannt worden war, ließ Simon ihn in der Burg Dringenberg einkerkern, wo er in einem Holzblock verhungerte.
Simon musste während seiner letzten Lebensjahre massiv gegen Raubritter unter der Führung von Herbold von Brobeck vorgehen. Während der Belagerung der Burg Brobeck wurde er von einem Pfeil im Unterleib getroffen. Er starb an den Folgen der Verletzung am 25. Januar 1389 in Waldeck. Sein Grab wird im Paderborner Dom vermutet.